# Василь Невінчаний
Невінчаний Василь - український військовий та державний діяч в добу Гетьманщини; спочатку сотник, а потім полковник Чигиринського полку.

## Біографія
Після приєднання у 1704 Правобережжя до Гетьманщини, Іван Мазепа призначає Василя Невінчаного Чигиринським сотником.
Василь Невінчаний підтримував задум мазепинців щодо від'єднання від Московії. У березні 1709 він закликав підлегле йому населення всіляко допомагати січовикам, які виступили проти Москви. Чигиринський сотник також мобілізував козаків на відсіч загону козаків Івана Скоропадського. 
Після смерті Костянтина Мокієвського  Невінчаний очолив Чигиринський полк. Він відступав з козаками у Бендери. 5 вересня 1709 разом з компанійським полковником Андріяшем Маламою здався російському генералу Волконському.
Незважаючи на те, що Василь Невінчаний «при Мазепе был в измене» його амністували, аби заохотити орликівців повернутися додому, однак у 1710 знову заарештували. Можливо, це сталося за чиїмось доносом, які тоді заохочувались царськими урядовцями. У лютому 1710 київський губернатор А. Голіцин сповіщав Г. Головкіна: 
| «Сказывал мне бывший Чигиринский сотник Невенчанный: когда ехал он из Москвы, то на дороге встретил гетманского посланца, отвозившего к государю дичину. Это посланец спрашивал его: на Москве что делается? А у нас на Украйне слышно, что государь хочет украинских всех людей перевесть за Москву и на Украйне поселить русских людей. Москва лучшие города наши хочет себе побрать. Что наши и за вольности? Министр, который при гетмане, всякое письмо осматривает. Дурно сделал гетман Мазепа, что не объявил о своем деле всей старшине и посполитым людям. Теперь гетман просил всю старшину, чтоб потерпели какие ни есть тягости от русских людей до весны, пока выйдут в поле, а как в поле выйдут, тогда будут писать к государю, чтоб их вольности по-прежнему были; а если государь тем их не пожалует, то иное будут думать. Невенчанный спросил у того же посланца, не пришли ли запорожцы с повинною к государю? И тот отвечал: «Разве будут дураки, что пойдут; они хорошо делают, что Орду поднимают; а как Орду поднимут, то вся Украйна свободна будет, а то от Москвы вся Украйна пропала». Тот же Невенчанный объявил, что встретились с ним два запорожца, шедшие с повинною к государю, и сказывали: «Все запорожцы для того нейдут с повинною к государю, что из Украйны дали им знать: если вы пойдете, то все пропадете, заключайте союз с татарами и освободите нас, потому что мы все от Москвы пропали» |
Можна припустити, що коли це свідчення Невінчаного ініційоване ним самим (а не є результатом доносу на колишнього чигиринського сотника), то йдеться про добре продуману акцію, спрямовану в першу чергу проти маріонеткового гетьмана Івана Скоропадського. Усунення останнього від влади, московське розслідування у Глухові — це привід для збереження напруженості, нестабільності в Україні. У цьому була зацікавлена команда Пилипа Орлика, яка готувалась до визвольного походу на рідну землю. При розслідуванні, як довідуємося з документа, датованого 11 січня 1711 року 
| «Подольский сказал, что таких слов он с Невенчанным не говорил. И тот Невенчанный пытан в том прежестоко трижды, и огнем сжен, и с пыток тож говорил, что Подольский такие речи ему тогда говорил». |
Посланця Івана Скоропадського за царським указом вирішено не піддавати тортурам, оскільки «он и сам в измене Мазепиной не был, и прошедшаго 1709 году на Полтавской баталии брат его убит, а он ранен».
Хоча розслідувачі цієї справи визнали свідчення Невінчаного наклепом, Подольського за те, що «сидя в Петербурге здесь в аресте, некоторыя вымышлял бездельницы», заслано в Соловецький монастир «и велено его там держать без аресту и давать пропитание».
Г. Головкін повідомив Івана Скоропадського, що Василю Невінчаному 
| «будет... учинено или смертная казнь, или по последней мере вечная каторжная работа». |